# غرفه بوسه
غرفه بوسه (به انگلیسی: The Kissing Booth) یک فیلم کمدی رمانتیک نوجوانان محصول آمریکا است که در ۱۱ مهٔ ۲۰۱۸ در نتفلیکس منتشر شد. داستان این فیلم از کتابی با همین عنوان نوشته بت ریکلز گرفته شده‌است. دنبالهٔ این فیلم در ۲۴ ژوئیه ۲۰۲۰ منتشر شد.

## خلاصه داستان
در لس آنجلس، کالیفرنیا، دختر و پسری به نام‌های ال ایوانز و لی فلین از بدو تولد با هم دوست بوده‌اند. اکنون که ال به دورهٔ نوجوانی خود رسیده‌است، نسبت به برادر بزرگتر لی، نوآ، علاقه پنهانی پیدا کرده که این یکی از خط قرمزهای رابطه دوستانه او با لی است.

## بازیگران
- جوئی کینگ درنقش ال ایوانز
- جوئل کورتنی درنقش لی فلین
- جیکوب الوردی درنقش نوآ فلین
- مگن یانگ درنقش ریچل
- مالی رینگوالد درنقش خانم فلین
- بایرون لانگلی درنقش وارن
- جسیکا سوتون درنقش میا
- مورنی ویسر درنقش آقای فلین
- کارسون وایت درنقش برد ایوانز
- جاشوا دنیل ایدی درنقش توپن

## جوایز
| جایزه                         | تاریخ مراسم  | دسته‌بندی          | گیرنده(ها) و نامزدی(ها) | نتیجه    | منابع |
| ----------------------------- | ------------ | ----------------- | ----------------------- | -------- | ----- |
| جوایز برگزیده کودکان نیکلودین | ۲۳ مارس ۲۰۱۹ | فیلم مورد علاقه   | غرفه بوسه               | نامزدشده | [ ۱ ] |
| جوایز برگزیده کودکان نیکلودین | ۲۳ مارس ۲۰۱۹ | بازیگر مورد علاقه | جوئی کینگ               | برنده    | [ ۱ ] |